# Municipio de Spring (condado de Snyder)
El municipio de Spring (en inglés: Spring Township) es un municipio ubicado en el condado de Snyder en el estado estadounidense de Pensilvania. En el año 2000 tenía una población de 1.563 habitantes y una densidad poblacional de 16 personas por km².

## Geografía
El municipio de Spring se encuentra ubicado en las coordenadas 40°47′00″N 77°15′59″O / 40.78333, -77.26639.

## Demografía
Según la Oficina del Censo en 2000 los ingresos medios por hogar en la localidad eran de $34,602 y los ingresos medios por familia eran $38,333. Los hombres tenían unos ingresos medios de $28,049 frente a los $16,964 para las mujeres. La renta per cápita para la localidad era de $14,858. Alrededor del 10,4% de la población estaban por debajo del umbral de pobreza.